# 尼泊尔共产党（革命毛主义）
尼泊尔共产党（革命毛主义）是尼泊尔的一个已不存在的共产主义政党，成立于2011年。2023年，并入尼泊尔革命共产党。

## 历史
2011年11月11日，尼泊尔联合共产党（毛主义）与尼泊尔大会党、尼泊尔共产党（联合马列）签订七点协议，宣称要对在他们之前进行了十几年的游击战及之后的土地改革期间被没收的包括地主的土地在内的所有私有财产业主，进行财产的归还和赔偿，并决定在2011年11月23日之前彻底完成剩余的尼泊尔人民解放军官兵的整编工作：最多不超过6500名尼泊尔人民解放军官兵将被打散编入尼泊尔政府军，从事后勤保证、治安执勤等等“非战斗性”任务，其余人员可选择自愿退伍，或接受相关的职业培训，被重新安置。尼共（毛）总书记、军事委员会负责人巴哈杜尔·塔帕（绰号巴达尔）、普拉昌达恩师、联合尼共（毛）中央副主席莫汉·拜迪亚（基兰）等人及尼共（毛）在各地区的人民委员会连续召开新闻发布会，坚决拒绝归还田产，并称政府一旦用强，“将遭到报复”。在尼共（毛）随即举行的中央全会上，基兰对党目前的路线和普拉昌达与巴哈拉伊的领导提出了强烈批评，提出要全面总结尼共毛跟资产阶级政府在2006年底签订和平协议以来的经验教训，改变目前的路线。基兰说自和平协议签订以来，尼共（毛）党中央通过以和平选举进行斗争的政策，其实根本没有得到任何成就，反而日益沦为资本主义体制内的又一个议会党，他指责普拉昌达和巴哈拉伊对党在去年全国会议上决定的积极准备起义夺取政权的建议，根本就是敷衍塞责，丝毫没有进行认真的准备。此次中央全会结束时尼共（毛）的领导层仍未解决分歧。基兰表示：在尼共（毛）与尼泊尔临时政府在2006年底签订和平协议时，他正被关押在印度的监狱中，他对此协议是不满意的。2012年6月，以基兰为首的强硬派与普拉昌达决裂，另立新党，名为尼泊尔共产党—毛主义，基兰任主席。
2015年11月8日，尼泊尔共产党－毛主义和尼泊尔共产党（统一）合并为尼泊尔共产党（革命毛主义）。2017年1月，共产主义核心并入尼泊尔共产党（革命毛主义）；同年，该党建立外围组织“尼泊尔爱国人民共和阵线”，以其名义参加选举。2023年5月1日，与尼泊尔共产党（多数派）（分裂自尼泊尔共产党 (2014年)）合并为尼泊尔革命共产党。
该党的外围组织“尼泊尔爱国人民共和阵线”是革命政党和组织国际协调的成员。